# Seznam elektroinženirjev
Seznam najpomembnejših elektroinženirjev in osebnosti, ki so pomembno prispevale na področji elektrotehnike in računalniške tehnike.

## A
- Edwin Howard Armstrong (ZDA, 1890 - 1954)

## B
- John Bardeen (ZDA, 1908 - 1991)   1956, 1972
- Jean-Maurice-Émile Baudot (Francija, 1845 – 1903)
- Andy Bechtolsheim (Nemčija, 1955 - )
- Arnold Orville Beckman (ZDA, 1900 - 2004)
- Alexander Graham Bell (Škotska, ZDA, 1847 – 1922)
- Alfred Rosling Bennett (Anglija, 1850 - 1928)
- André Blondel (Francija, 1863 - 1938)
- Alan Dower Blumlein (Anglija, 1903 - 1942)
- Amar Gopal Bose (ZDA, 1929 - )
- Karlheinz Brandenburg (Nemčija, 1954 - )
- Robert Wilhelm Bunsen (Nemčija, 1811 - 1899)

## C
- William David Coolidge, (ZDA, 1873 – 1975)
- Charles Augustin de Coulomb (Francija, 1736 - 1806)
- Seymour Roger Cray, (ZDA, 1925 – 1995)

## D
- Lee De Forest (ZDA, 1873 – 1961)
- George de Mestral (Švica, 1907 – 1990)
- Paul Adrien Maurice Dirac (Anglija, 1902 - 1984)  1933
- Ray Dolby (ZDA, 1933 - )
- Mihail Osipovič Dolivo-Dobrovoljski (Михаил Осипович Доливо-Добровольский) (Rusija, Nemčija, 1862 - 1919)

## E
- Thomas Alva Edison (ZDA, 1847 - 1931)
- Agner Krarup Erlang (Danska, 1878 – 1929)

## F
- Michael Faraday (Anglija, 1791 - 1867)
- Sebastian Ziani de Ferranti (Italija, 1864 - 1930)
- Reginald Aubrey Fessenden (Kanada, 1866 - 1932)
- Gerhard Fischer (Nemčija, ZDA)
- John Ambrose Fleming (Anglija, 1849 - 1945)
- Thomas Harold Flowers (Anglija, 1905 - 1998)
- Jay Wright Forrester (ZDA, 1918 - )
- Charles Legeyt Fortescue (Kanada, 1876, 1936)
- Joseph Fourier (Francija, 1768 – 1830)
- Benjamin Franklin (ZDA, 1706 - 1790)

## G
- Luigi Galvani (Italija, 1737 - 1798)
- William Robert Grove (Wales, 1811 - 1896)

## H
- Ralph Hartley (ZDA, 1888 - 1970)
- Oliver Heaviside (Anglija, 1850 - 1925)
- Joseph Henry (ZDA, 1797 - 1878)
- Heinrich Rudolf Hertz (Nemčija, 1857 - 1894)
- Peter Cooper Hewitt (ZDA, 1861 - 1921)
- William Reddington Hewlett (ZDA, 1913 - 2001)
- Lawrence A. Hyland (ZDA, 1897 - 1989)

## I
- Kees Schouhamer Immink (Nizozemska, 1946 - )

## J
- Pavel Nikolajevič Jabločkov (Павел Николаевич Яблочков) (Rusija, 1847 - 1894)
- Bill Joy (ZDA, 1954 - )

## K
- Rudolf Emil Kalman (Madžarska, ZDA, 1930 - )
- Charles Franklin Kettering (ZDA, 1876 - 1958)
- Jack St. Clair Kilby (ZDA, 1923 - 2005)  2000
- Gustav Robert Kirchhoff (Nemčija, 1824 - 1887)
- Herbert Kroemer (Nemčija, 1928 - )  2000

## L
- Eric Roberts Laithwaite (Anglija, 1921 - 1997)
- Hedy Lamarr (Avstrija, ZDA, 1913 - 2000)
- August Uno Lamm (Švedska, 1904 - 1989)
- Aleksander Nikolajevič Lodigin (Александр Николаевич Лодыгин) (Rusija, 1847 - 1923)

## M
- Guglielmo Marconi (Italija, 1874 - 1937)  1909
- John William Mauchly (ZDA, 1907 - 1980)
- James Clerk Maxwell (Škotska, 1831 - 1879)
- Antonio Meucci (Italija, 1808 - 1889)
- Robert Arthur Moog (ZDA, 1934 - 2005)

## N
- Arthur Charles Nielsen (ZDA, 1897 - 1981)
- Robert Noyce (ZDA, 1927 - 1990)

## O
- Georg Simon Ohm (Nemčija, 1789 - 1854)
- Bernard M. Oliver (ZDA, 1919 - 1995)
- Kenneth H. Olsen (ZDA, 1926 - )
- Hans Christian Ørsted (Danska, 1777 - 1851)

## P
- David Packard (ZDA, 1912 - 1996)
- Donald O. Pederson (ZDA, 1925 - 2004)
- Vasilij Vladimirovič Petrov (Василий Владимирович Петров) (Rusija, 1761 - 1834)
- Aleksander Stepanovič Popov (Александр Степанович Попов) (Rusija, 1859 - 1906)
- Mihajlo Pupin-Idvorski (Михајло Идворски Пупин) (Avstro-Ogrska, ZDA, 1854 - 1935)

## R
- Alec Reeves (Anglija, 1902 - 1971)
- Hyman George Rickover (ZDA, 1900 - 1986)
- Edward S. Rogers (ZDA, 1900 - 1939)
- Henry Joseph Round (Anglija, 1881 - 1966)

## S
- Thomas Johann Seebeck (Estonija, 1770 - 1831)
- Claude Elwood Shannon (ZDA, 1916 - 2001)
- Percy Lebaron Spencer (ZDA, 1894 - 1970)
- Frank Julian Sprague (ZDA, 1857 - 1934)
- Jožef Stefan (Avstrija, 1835 - 1893)
- Charles Proteus Steinmetz (ZDA, 1865 - 1923)

## T
- Sarkes Tarzian (ZDA, 1900 - 1987)
- Albert Hoyt Taylor (ZDA, 1879 - 1961)
- Nikola Tesla (Никола Тесла) (Avstro-Ogrska, ZDA, 1856 - 1943)
- Elihu Thomson (ZDA, 1853 - 1937)
- William Thomson (lord Kelvin) (Anglija, 1824 - 1907)

## V
- Milan Vidmar (Slovenija,  1885 – 1962)
- Andrew James Viterbi (ZDA, 1935 - )
- Alessandro Volta (Italija, 1745 - 1827)

## W
- Robert Alexander Watson-Watt (Škotska, 1892 - 1973)
- James Watt (Škotska, Anglija, 1736 - 1819)
- George Westinghouse (ZDA, 1846 - 1914)
- Niklaus Wirth (Švica, 1934 - )
- Steve Wozniak (ZDA, 1950 - )

## Z
- Konrad Zuse (Nemčija, 1910 - 1995)